# Rajon Hajssyn
Der Rajon Hajssyn (ukrainisch Гайсинський район Hajssynskyj rajon; russisch Гайсинский район Gajssinskyj rajon) ist eine Verwaltungseinheit im Zentrum der Ukraine und gehört zur Oblast Winnyzja.

## Geschichte
Der Rajon entstand am 7. März 1923, seit 1991 ist er Teil der heutigen Ukraine.
Am 17. Juli 2020 kam es im Zuge einer großen Rajonsreform zur Auflösung des alten Rajons und einer Neugründung unter Vergrößerung des Rajonsgebietes um die Rajone Berschad, Illinzi, Nemyriw, Teplyk, Trostjanez und Tschetschelnyk sowie der bis dahin unter Oblastverwaltung stehenden Stadt Ladyschyn.

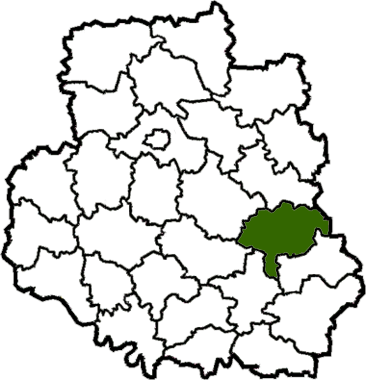
Rajon Hajssyn bis Juli 2020
Rajonsgebiet ab Juli 2020

## Geographie
Der Rajon liegt im Osten der Oblast Winnyzja. Er grenzt im Norden an den Rajon Winnyzja, im Osten an den Rajon Uman in der Oblast Tscherkassy und an den Rajon Holowaniwsk in der Oblast Kirowohrad, im Süden an den Rajon Podilsk in der Oblast Odessa und im Westen an den Rajon Tultschyn.

## Administrative Gliederung
Auf kommunaler Ebene ist der Rajon in 14 Hromadas (3 Stadtgemeinden, 4 Siedlungsgemeinden und 7 Landgemeinden) unterteilt, denen jeweils einzelne Ortschaften untergeordnet sind.
Zum Verwaltungsgebiet gehören:
- 3 Städte
- 5 Siedlung städtischen Typs
- 227 Dörfer
- 29 Ansiedlungen

Die Hromadas sind im Einzelnen:
- Stadtgemeinde Hajssyn
- Stadtgemeinde Berschad
- Stadtgemeinde Ladyschyn
- Siedlungsgemeinde Daschiw
- Siedlungsgemeinde Teplyk
- Siedlungsgemeinde Trostjanez
- Siedlungsgemeinde Tschetschelnyk
- Landgemeinde Dschulynka
- Landgemeinde Krasnopilka
- Landgemeinde Kunka
- Landgemeinde Obodiwka
- Landgemeinde Olhopil
- Landgemeinde Rajhorod
- Landgemeinde Soboliwka